# Мелодија
Мелодија (од грчког μελῳδία melōidía, „певање, појање”), низ је тонова међусобно повезаних у целину. Најчешће сви тонови једне мелодије припадају истој лествици, а сама мелодија најчешће почиње неким тоном квинтакорда (трозвука) лествице у којој је писана, а завршава на првом ступњу (тоници) исте лествице. Мелодија било ког дела неке песме није довољна да се њоме окарактерише само једна песма. Мелодија се обично понавља више пута кроз композицију или песму.
Мелодије се често састоје од једне или више музичких фраза или мотива, и обично се понављају кроз композицију у различитим облицима. Мелодије се такође могу описати њиховим мелодијским кретањем или висинама или интервалима између тонова (претежно спојене или дисјунктне или са даљим ограничењима), опсегом висине тона, тензијом и ослобађањем, континуитетом и кохерентношћу, каденцом и обликом.

## Функција и елементи
Јохан Филип Кирнбергер је тврдио:
Прави циљ музике - њен прави подухват - је мелодија. Сви делови хармоније имају за крајњу сврху само лепу мелодију. Стога је питање шта је значајније, мелодија или хармонија, узалудно. Без сумње, средство је подређено циљу.— Јохан Fилип Кирнбергер (1771)
Норвешки композитор Маркус Паус је тврдио:
Мелодија је за музику оно што је мирис за чула: покреће наше памћење. Даје лице форми, и идентитет и карактер процесу и поступцима. То није само музички субјект, већ манифестација музичко субјективног. Носи и зрачи личношћу са толико јасноће и дирљивости колико и хармонија и ритам заједно. Као тако моћно средство комуникације, мелодија служи не само као протагониста у сопственој драми, већ и као гласник од аутора до публике.— Маркус Паус (2017)
С обзиром на многе и различите елементе и стилове мелодије „многа постојећа објашњења [мелодија] нас ограничавају на специфичне стилске моделе, и они су превише искључиви.“ Пол Нарвесон је 1984. тврдио да више од три четвртине мелодијских тема није детаљно истражено.
Мелодије које су постојале у већини европске музике написане пре 20. века и популарној музици током 20. века, садржале су „фиксне и лако уочљиве фреквентне обрасце“, понављајуће „догађаје, често периодичне, на свим структурним нивоима“ и „понављање трајања и образаца трајања“.
Мелодије у 20. веку су „користиле већи избор тонских извора него што је то био обичај у било ком другом историјском периоду западне музике“. Док се дијатонска лествица још увек користила, хроматска лествица је постала „широко примењена“. Композитори су такође доделили структурну улогу „квалитативним димензијама“ које су раније биле „скоро искључиво резервисане за висину тона и ритам“. Клиевер наводи: „Основни елементи сваке мелодије су трајање, висина и квалитет (тембр), текстура и гласноћа. Иако иста мелодија може бити препознатљива када се свира са широким спектром тонова и динамике, ова друга може даље бити „елемент линеарног уређења“.

## Примери
Различити музички стилови користе мелодију на различите начине. На пример:
- Џез музичари користе термин „водити” или „предводити” у контексту главне мелодије, која се користи као полазна тачка за импровизацију.
- Рок музика и други облици популарне музике и народне музике имају тенденцију да изаберу једну или две мелодије (стих и рефрен, понекад са трећином, контрастну мелодију познату као мост или средња осмица) и да се држе њих; може се појавити велика разноликост у фразама и текстовима.
- Индијска класична музика се у великој мери ослања на мелодију и ритам, а не толико на хармонију, јер музика не садржи промене акорда.[19][20][21]
- Балијска гамелан музика често користи компликоване варијације и измене једне мелодије која се свира истовремено, а назива се хетерофонија.[22][23]